# Il convito
Il convito è un dramma giocoso in due atti del compositore Domenico Cimarosa su libretto di Filippo Livigni.    *Spartito convito
Fu rappresentata per la prima volta, con grande successo, durante la stagione di Carnevale del 1782 al Teatro San Samuele di Venezia (per l'esattezza, il debutto avvenne tra il 26 e il 28 dicembre 1781). L'opera venne poi subito ripresa a Firenze, presso il Teatro alla Pergola, con la presenza in sala della coppia granducale. Anche in questa occasione il lavoro cimarosiano ebbe uno straordinario successo, come riportato dalle cronache nelle gazzette ufficiali dell'epoca. La gazzetta Toscana, organo ufficiale della corte lorenese, riportò nelle proprie colonne una succinta descrizione della serata e del successo ottenuto. A partire dal 1782 Il convito fu rappresentato in tutti i maggiori teatri europei (alcune volte con il libretto tradotto e adattato alla lingua locale) con pochissima corruzione nella parte musicale (prassi invece assai diffusa all'epoca). Il convito fu nuovamente  rappresentato, dopo un silenzio di quasi 200 anni, dall'Opera Giocosa di Genova, diretta da Fernando Mainardi, con interpreti, fra gli altri, il soprano Giovanna Vinci ed il baritono Michele Casato.

## Cast della prima esecuzione assoluta
| Personaggio           | Registro vocale | Nome dell'interprete        |
| --------------------- | --------------- | --------------------------- |
| Il cavalier Del Lampo | tenore          | Vincenzo del Moro           |
| Madama Eleonora       | soprano         | Teresa Gherardi             |
| Massimo               | baritono        | Benedetto Bianchi           |
| Lisetta               | soprano         | Rosa Garbosi                |
| Checco                | tenore          | Antonio Benedetti Sartorini |
| Il conte Polidoro     | baritono        | Francesco Bussani           |

## Trama

### Atto primo
Massimo, uomo vanitoso e vanesio in cerca di rapido matrimonio, ha organizzato con l'aiuto del proprio fido servo Checco un ricevimento a cui ha invitato le più belle ragazze del proprio paese.
Al ricevimento, la prima ragazza che si presenta è donna Eleonora, che non ha, però, il cuore “ufficialmente” libero, poiché, come lei stessa confesserà a Massimo è promessa sposa del Conte Polidoro.
In realtà, evidentemente, Eleonora si è presentata non per cercare marito o per divertirsi, ma perché vede nel ricevimento un'occasione per mettere in pratica la vendetta che trama contro il proprio promesso sposo, che non si sta comportando bene. Il conte Polidoro, infatti, confesserà Eleonora a Massimo, corteggia anche una certa ricca vedova di nome Alfonsina. Eleonora, approfittando della dabbenaggine di Massimo a proprio vantaggio, gli imbastisce un discorso non troppo chiaro, in cui sembra voler comunicare a Massimo stesso che, se lui sarà disposto ad assecondarla nella sua vendetta, lo sposerà.
Massimo, naturalmente, che è uomo piuttosto sciocco e ingenuo, non capisce perfettamente i sottintesi di Eleonora (che, nella aria, gioca un po' a fare la misteriosa) e crede, invece, che il matrimonio con lei sia già cosa fatta. Sarà il furbo servo Checco a tentare di spiegare a Massimo il doppio gioco che in realtà sta allestendo donna Eleonora. Anche Checco, però, nella sua aria, risulta piuttosto sibillino nel dar spiegazioni (sopravvalutando, evidentemente, l'intelligenza di Massimo) e infatti, anche in questo caso, Massimo non riesce a capire fino in fondo.
Dopo Eleonora al convito giunge proprio Alfonsina seguita, sia come corteggiatore che come cavalier servente, dal conte Polidoro che corteggia la donna non perché la ritenga più bella della sua promessa sposa Eleonora, ma semplicemente perché è più ricca. Polidoro, infatti, è uno spiantato e vagabondo il cui sogno è quello di vivere senza lavorare mantenuto da una donna ricca. Eleonora, oltre che da Polidoro, è accompagnata al ricevimento di Massimo anche dalla sua fida cameriera Lisetta (che, come comprenderemo nel proseguimento dell'opera, è, da schietta popolana, una ragazza molto intelligente e di brillante carattere).
Alfonsina è vedova di un certo Barbalò (di cui, in ogni luogo in cui si reca, porta dietro sempre il ritratto): un soldato coraggioso, dice Alfonsina, - ma in realtà scopriremo incapace e vanaglorioso - deceduto eroicamente, sostiene sempre la vedova, sul campo di battaglia. La donna sembra sempre tormentata dal ricordo del caro marito morto (che lei, spesso, vede ancora in vita e di cui sembra percepirne lo spirito). Ma non è l'unica afflizione da cui è turbata: la strana vedova, infatti, soffre di numerose manie: ha il vizio di adorare solo le persone che non la contraddicono mai – ma anzi che la imitano ossequiosi in tutti gli atteggiamenti - e soffre di repentini cambi d'umore (una quasi schizofrenica, insomma...).
Tant'è vero che, appena arrivata a casa di Massimo, dopo un breve, allegro e conviviale dialogo intrattenuto con il Conte Polidoro e con Lisetta, improvvisamente cambia d'umore, arrabbiandosi furiosamente perché il padrone di casa, pur avendola invitata al ricevimento, non è venuto ancora ad accoglierla con tutti gli onori dovuti a una dama. Sarà Lisetta che, comandata dalla sua padrona, andrà alla ricerca di Massimo per portarlo al cospetto di Alfonsina e calmarne l'arrabbiatura.
Massimo finalmente arriva e si degna di presentarsi ad Alfonsina col suo solito modo strambo (anche Massimo, come quasi tutti i personaggi di quest'opera, è affetto da una mania che lo caratterizza: così come Alfonsina è soggetta ai cambi d'umore, Massimo soffre evidentemente di uno spaventoso narcisismo – che lo rende sciocco e comico agli occhi del pubblico -: tale narcisismo lo porta, quando parla con gli altri, ad aggiungere alle proprie frasi, nei momenti più assurdi e inopportuni, la frase – tormentone “io non son brutto”). Proprio con questo narcisismo prepotente e grottesco, il padrone di casa si presenta anche ad Alfonsina. Massimo, quando Alfonsina gli viene presentata, ripensando alle parole che aveva in precedenza udite durante il dialogo con Eleonora, riconosce subito l'identità dei due nuovi convitati che gli sono di fronte: lei deve essere la ricca vedova Alfonsina e lui il promesso sposo traditore di Eleonora, Polidoro.
Subito dopo la presentazione, si innesca un gioco comico nel quale il Conte e Massimo, in uno spassoso terzetto, cercano di assecondare, per far bella figura con lei, tutte le manie e i repentini cambi d'umore della vedova.
Arriva, infine, il terzo e ultimo personaggio dell'opera: il Cavalier del Lampo, che in effetti, contrariamente a Eleonora e Alfonsina, nessuno ha invitato ufficialmente al ricevimento. Ma anche Del Lampo, analogamente a Massimo, vorrebbe approfittare del ricevimento per incontrare qualche bella fanciulla con cui spassarsela; in mancanza di una fanciulla, il convito gli darà comunque l'opportunità di mangiare e bere a sbafo (altra attività tanto cara al Cavaliere).
Il cavalier Del Lampo, infatti, non è esplicitamente in cerca di una sposa come Massimo; in realtà è, più che altro, amante del divertimento, dello spasso, del buon cibo e delle donne in egual maniera (a patto che sia tutto gratis e a spese di altri!). L'arrivo del Cavaliere è subito segnato dall'incontro e dalla presentazione col padrone di casa che mostra subito la propria narcisistica mania: Massimo, infatti, non tarderà a insistere anche con il Cavaliere (evidentemente, lo dice anche ai maschi!) con il suo tormentone “io non so brutto”.
Intanto sopraggiungere di nuovo Alfonsina a cui il Cavaliere si presenta ricolmandola subito di complimenti (anche piuttosto volgarucci e comicamente esagerati); la ricca vedova, pur dimostrando di apprezzarli, nota subito che egli non si è uniformato al suo volere: Alfonsina sta ridendo e il Cavaliere si permette di non assecondarla e di non imitarla! Non sia mai!: questo enorme smacco, perché tale appare agli occhi di Alfonsina, la fa saltare su tutte le furie. Sarà Massimo a spiegare al povero Cavaliere, rimasto sopraffatto dalla rabbia improvvisa di Alfonsina, il motivo di tale cambio umore: la donna va assecondata in tutto, suggerisce Massimo al Cavaliere, altrimenti diventa una furia.
Giungono anche Eleonora e, successivamente, Lisetta; il Cavaliere non perde tempo e, seguendo il suo istinto, comincia a corteggiarle immediatamente di fronte ad Alfonsina con la stessa tecnica e, più o meno, le stesse parole usate appena un minuto prima per corteggiare la ricca vedova.
Massimo dopo aver assistito a questa scena, comincia a dubitare della saviezza mentale dei suoi convitati che cominciano ad apparirgli tutti un po' matti...
Nella sala sono presenti, oltre a Massimo, Alfonsina e il Conte. Massimo cerca di far innamorare di sé la vedova Alfonsina con l'unica tecnica efficace che conosce: quella di assecondarla in tutto e per tutto. In una scena piuttosto comica, infatti, Massimo imiterà pedissequamente tutti i gesti di Alfonsina che, infatti, si dimostra subito piacevolmente colpita. Il Conte, naturalmente, rimane piuttosto adombrato dall'atteggiamento consenziente (e un po' civettuolo) che Alfonsina sembra riservare a Massimo: del resto, Polidoro ha lasciato Eleonora per poter sposare Alfonsina e goderne la ricchezza; adesso, che tutto sembrava perfettamente riuscito, sembra che Massimo sia in procinto di portargliela via.
Alfonsina si dimostra così piacevolmente colpita dal carattere remissivo di Massimo che gli propone, da un momento all'altro, di sposarlo e, anzi, lo costringe a scrivere una dichiarazione in cui si impegna formalmente a farne sua sposa.
Il Conte, che assiste a tutta la scena, non ci sta a farsi rubare l'”affare Alfonsina” e approfittando dell'allontanamento provvisorio della donna dalla stanza in attesa che Massimo compili la dichiarazione scritta, lo costringe, puntandogli una pistola carica alle tempie, a scrivere, sì, una dichiarazione, nella quale, però, risulterà certificato l'impegno a NON sposare Alfonsina, richiedendogli pure di chiosarla con alcune ingiurie riferite alla donna, che viene qualificata come “pazzarella, incostante e capricciosa”.
Massimo, impaurito dalla pistola puntata, acconsente e scrive la dichiarazione esattamente come il Conte la vuole. Nel frattempo torna Alfonsina che chiede a Massimo il foglio; egli tenta di giustificarne il contenuto cercando di far capire alla donna che è stato costretto con la forza a scrivere ciò che lei leggerà in quel foglio. Massimo non può parlare chiaramente ad Alfonsina per spiegarle l'equivoco perché il Conte non se n'è andato del tutto, ma si è semplicemente nascosto per seguire tutta la scena e, quindi, è ancora nella stanza con la pistola carica e pronto a far fuoco!
Il Conte Polidoro esce dal proprio nascondiglio e, sorpresa da quell'arrivo inaspettato, Alfonsina (che ancora non ha letto la dichiarazione scritta di Massimo e che quindi ancora la crede contenere, a tutti gli effetti, una formale dichiarazione di matrimonio) gli confessa di essersi appunto impegnata per un prossimo matrimonio con Massimo. Anche il Conte, lì per lì, non capisce bene la situazione (ma semplicemente perché non si era accorto che Alfonsina non aveva ancora letto il foglio che tiene tra le mani) e crede che Massimo, pur sotto minaccia, lo abbia preso in giro e scritto una vera dichiarazione di matrimonio. Polidoro prende dalle mani di Alfonsina il foglio e inizia a leggere ciò che c'è scritto (e cioè, effettivamente, ciò che lui aveva imposto a Massimo, ingiurie comprese); la donna , nell'ascoltar ciò, va su tutte le furie; il Conte approfitta del successo del suo piano, confermando alla ricca vedova la propria costanza e il proprio amore, segnando quindi un punto a proprio vantaggio sul rivale Massimo.
Alfonsina è ormai divorata dalla rabbia e inizia, in un'aria parodistica, un monologo in cui si paragona alla povera Didone abbandonata dal crudele Enea in una sorta di comicissimo delirio.
Polidoro è ormai convito che il suo piano abbia avuto successo e che niente e nessuno può ormai contrastare le sue prossime sicure nozze con Alfonsina. Invece, a turbargli i progetti, arriva Eleonora che tacciandolo di tradimento gli intima un duello con un uomo disposto a vendicarne l'onore. Polidoro è terribilmente scocciato (e pure un poco impaurito) da questo contrattempo, ma decide in cuor suo di rispondere per le rime a Eleonora dimostrando un altezzoso disprezzo. Chiede alla donna chi sarà il pover'uomo disposto a perdere la vita osando sfidarlo a duello; mentre la donna prova a rispondere, entra improvvisamente nella stanza il Cavaliere del Lampo che, per tentare di conquistare Eleonora con l'arma del coraggio, si offre come duellante per difenderne l'onore. In realtà, confermerà la stessa Eleonora, non è lui l'uomo scelto per il duello: Polidoro dovrò ancora attendere qualche minuto perché il vero duellante gli vanga palesato. Polidoro, in maniera assai smaccata e smargiassa, cerca di scoraggiare la donna dimostrando sicurezza di vittoria e coraggio indomito (che, naturalmente, non ha).
Il Cavaliere del Lampo implora Eleonora di accettarlo come difensore; la donna di nuovo gli nega questo onore ma, contemporaneamente, gli chiede un altro favore (il cui contenuto scopriremo solo più avanti nel corso dell'atto).
Intanto Massimo confida la propria disperazione al suo fido Checco; in quella giornata gli sono capitate davvero di tutti i colori: convitati strambi, persone che si sono presentate pur non essendo state invitate, la rinuncia a un provvidenziale matrimonio con Alfonsina a causa di una minaccia e in più, ora, anche quella matta di Eleonora vuole che combatta in un duello per difenderne l'onore (è lui, veniamo a sapere ora, il prescelto di cui parlava la donna al Cavaliere). Il furbo servo rassicura il padrone, dicendogli che la giornata terminerà bene poiché ha un piano per fargli sposare comunque la ricca Alfonsina. Massimo, pur felice dell'inaspettato aiuto, è ancora preoccupatissimo per il duello (che non ha alcuna intenzione di fare) e per il quale Checco non ha trovato soluzione. La risposta di Checco è piuttosto serafica: intanto duellate, poi arriverò io e vi salverò.
Massimo e il Conte sono stati convocati per il duello (ma ancora nessuno dei due sa chi sarà l'altro contendete. In comune, per adesso, hanno solo il fatto di essere terribilmente impauriti). I due si incontrano, e ignorando ancora di essere proprio loro i protagonisti del duello, si salutano cordialmente. Sarà l'arrivo improvviso di Eleonora a far chiarezza sul perché entrambi gli uomini si trovano lì, presentandoli l'uno all'altro come i protagonisti del duello: è solo adesso che il Conte conoscerà l'identità del suo contendente. I due, presente Eleonora, cominciano malamente a fingere di duellare, cercando di indurre Eleonora ad andarsene adducendo la scusa che potrebbe essere ferita da qualche sciabolata. Eleonora, impaurita da questa prospettiva, acconsente alla richiesta e se ne va, per lasciarli, crede lei, duellare. Riusciti a togliere di mezzo Eleonora, i due uomini smettono di fingere il duello e si abbracciano ridendo.
A questo punto, irrompe sulla scena Alfonsina che entra portando due pistole. Anche lei, analogamente a quanto fatto da Eleonora, vuol vendetta e chiede al Conte Polidoro di combattere contro Massimo che ha osato non solo rifiutarla come moglie, ma anche offenderla dandole della matta e ledendone quindi l'onore.
Polidoro, che ormai ha capito che l'unico atteggiamento possibile con Alfonsina è quello di assecondarla sempre, prende una delle due pistole fingendo quindi di iniziare il duello con Massimo. Per tentare, analogamente, di allontanare Alfonsina usano la stessa tecnica utilizzata prima con Eleonora: la inducono ad allontanarsi adducendo la scusa che potrebbe essere colpita da qualche pallottola vagante. Ma Alfonsina, purtroppo, non si lascia convincere come Eleonora e, testarda, rimane lì a seguire il duello. I due uomini, purtroppo, sono costretti a continuare a duellare malamente.
Fortunatamente, a interrompere il duello, interviene l'ingresso improvviso in scena del Cavaliere, travestito da Barbalò: egli finge di esserne il fantasma venuto e chiedere vendetta di una moglie crudele che, non rispettandone la memoria, sembra stia cedendo alla corte del Conte Polidoro. Questo è, evidentemente, il favore che prima Eleonora gli aveva chiesto: di travestirsi da fantasma di Barbalò per impaurire tutti e per farli cedere alla sua volontà. Massimo, il Conte e Alfonsina sono terrorizzati da questa improvvisa apparizione e, credendo il Cavaliere davvero il fantasma di Barbalò, cedono alle sue richieste: Alfonsina non parlerà mai più di risposarsi e il Conte e Massimo, confermano di non volere più sposare la donna.
Contemporaneamente, però, anche l'idea che Checco aveva avuto per salvare il padrone dal duello e per farlo sposare ad Alfonsina si sta concretizzando. Egli, in pratica, ha avuto la stessa idea del Cavaliere: travestirsi da fantasma di Barbalò per costringere tutti, attraverso l'escamotage della paura, a ubbidire ai propri ordini. L'ordine del fantasma di Barbalò interpretato da Checco sarà, però, opposto rispetto a quello dato dal Barbalò/Cavaliere: laddove il Barbalò/Cavaliere chiede a Massimo e Alfonsina di non sposarsi, Barbalò/Checco, per aiutare il padrone a sposare la vedova, chiederà invece ai due di sposarsi subito. Saranno Eleonora e Lisetta che, irrompendo sulla scena, annunciano a Massimo, ad Alfonsina, al Conte e al Cavaliere (ancora travestito da Barbalò) di aver appena incontrato il fantasma di Barbalò (e cioè Checco travestito).
Checco/Barbalò entra in scena e tutti rimangono esterrefatti: ora ci sono ben due fantasmi (il Cavaliere e Checco travestiti) che terrorizzano tutti i poveri convitati, ma con richieste opposte: laddove il Barbalò/Cavaliere chiede a Massimo e Alfonsina di non sposarsi, Barbalò/Checco, per aiutare il padrone a sposare la vedova, chiederà invece ai due di sposarsi subito. Entrambi minacciano di morte la coppia se non obbedirà agli ordini dati. La confusione raggiunge l'apice e il sipario si chiude sul terrore e sulla confusione che regna non solo in scena, ma anche nelle menti sconvolte dei poveri convitati.

### Atto secondo
Checco racconta alla sua collega Lisetta il divertimento provato dai convitati, passato l'iniziale spavento, quando si sono accorti dell'equivoco e della burla dei finti fantasmi. Lisetta ascolta con piacere l'arguto resoconto di Checco e non manca di notare la simpatia e scaltrezza del giovane collega su cui inizia a fantasticare piccanti pensieri...
Nel salone adibito al ricevimento, intanto, tutti gli invitati sono a tavola intenti a mangiare e bere allegramente. Durante il banchetto una già ebbra Alfonsina invita il Conte Polidoro a dedicare un brindisi a qualcuno (o qualcosa) a proprio piacere: Polidoro che vede in questa occasione un ulteriore tentativo per accaparrarsi la simpatia della donna, decide di dedicare il brindisi proprio alla memoria del defunto marito: il grande eroe e valoroso maresciallo dell'esercito Barbalò. Sollecitato dalle richieste dei commensali, dopo il brindisi, il Conte si dedicherà alla descrizione (completamente inventata di sana pianta solo per assicurarsi, una volta in più, la simpatia della ricca vedova) delle presunte gesta di Barbalò (che, però, come lo stesso Conte sostiene in un “a parte”, in realtà era solo un pigro poltrone privo di alcuna abilità militare).
Massimo, intanto, torna di nuovo a chiedere la mano di Alfonsina richiedendole l'accelerazione delle nozze. Ma Alfonsina, purtroppo per Massimo, ha adesso completamente cambiato idea: non vuole più sposarlo, per due motivi: il primo riferibile al fatto che forse, come vedremo nel seguito dell'opera, è indecisa tra sposare Massimo o sposare il Cavalier Del Lampo, mentre il secondo (che entra vagamente in contraddizione col primo – ma, si sa, Alfonsina è un po' matta) è dovuto al fatto di non volersi più legare a Massimo (e, forse, a nessuno) per non essere poi costretta a dover rinunciare alla propria libertà, poiché, come ella stessa sostiene in tono drammatico, “leggi sopra il mio cor da voi non voglio”. Quest'ultima frase non viene pienamente compresa dallo sciocco (e sensibilmente ignorante) Massimo che, infatti, ne richiede una spiegazione tradotta in parole povere a Eleonora. La donna, anch'essa in atteggiamento piuttosto sibillino, risponde al povero Massimo che tale repentino cambio d'umore è dovuto semplicemente al noto volubil carattere del sesso femminile. Massimo, che ancora non sembra capire, chiede ulteriore spiegazione al Cavaliere, sperandone semplici parole che possano chiarirgli bene la situazione. Il Cavaliere, confondendo ancora di più il padrone di casa, gli risponde – credendo evidentemente di essere chiaro – con una colta citazione tratta da uno dei melodrammi più famosi all'epoca, “Didone abbandonata” di Metastasio: “Passò quel tempo Enea / Che Dido a te pensò” (sottintendendo con questo semplicemente che Alfonsina rifiuta ora la mano di Massimo perché l'amore è finito e perché ormai, proprio come Didone dimenticò Enea, Alfonsina non pensa più a lui: “ogni lasciata è persa”, diremmo oggi). Detto questo, il Cavaliere consiglia comunque Massimo di non struggersi e disperarsi troppo per questa perdita: anche se Alfonsina non lo ama più, c'è sempre una buona cena e la buona compagnia di cui sta godendo che potranno consolarlo per il resto della serata.
Massimo, però, non ha compreso affatto il colto riferimento a Didone ed Enea, e si è concentrato solo sulla seconda parte della spiegazione del Cavaliere - l'unica che sembra comprendere – travisandone però completamente il significato: ha capito, cioè, che Alfonsina accetterà di sposarlo e che tutti rimarranno a cena per festeggiare il loro matrimonio. Preso da entusiasmo completamente fuori luogo, chiama a raccolta tutto il personale di servizio affinché in breve tempo possa allestirgli una mensa ancor più ricca per i propri ospiti.
Al termine della cena Alfonsina, rimasta con la propria serva Lisetta, le chiede di andare a chiamare Massimo con cui vuol conferire. Massimo giunge nel gabinetto dove si trova Alfonsina (e dove è pure nascosto il Conte che spia tutta la scena): la vedova comunica al padrone di casa che è sua ferma intenzione quella di sposarsi, ma che purtroppo è fortemente indecisa sulla scelta del futuro consorte, poiché crede di essere invaghita di ben tre persone (e cioè di quasi tutti i maschi – Checco escluso – presenti in casa): il Conte Polidoro, Il Cavalier Del Lampo e lo stesso Massimo.
Non riuscendo da sola a scegliere, confessa a Massimo di aver risoluto per un aiuto soprannaturale: Alfonsina, cioè, affiderà la scelta alla statua di Amore che si trova nel giardino della villa di Massimo e a cui lei rivolgerà una sentita preghiera. Al termine della preghiera, insiste Alfonsina, sarà la divinità stessa a indicare al suo cuore la persona giusta da scegliere.
Massimo e Alfonsina escono di scena e, al loro posto, sopraggiungono Checco, Eleonora e, successivamente, Lisetta: mentre il servo di Massimo ancora si prende gioco della poca saviezza di tutti i convitati, Eleonora gli chiese se, per caso, sa dove sia finito il Conte Polidoro. Checco le risponde che fino a pochi minuti fa era in un'altra stanza, ma che ora se n'è andato. Anche Lisetta, sopraggiunta di corsa, chiede un'informazione a Checco: se sa dove sia finito il Cavaliere del Lampo con cui il Conte Polidoro ha assoluta necessità di parlare. Anche a questa domanda il servo di Massimo risponde con sicurezza: Il Cavaliere non è qui, ma è andato a cercare Alfonsina in giardino. Eleonora, che ha sentito quest'ultima risposta di Checco, si infuria nuovamente poiché promesso sposo Polidoro è sempre alle calcagna della rivale Alfonsina.
Nel giardino della villa, dove troneggia la statua di Cupido, la ricca vedova, accompagnata da Massimo, innalza la sua preghiera assistita nel rito dallo stesso Massimo. Il Conte Polidoro, che aveva spiato Alfonsina e Massimo nel gabinetto, è a conoscenza del progetto della vedova, e, per boicottarlo e indurre la vedova a rinunciare per sempre a Massimo, organizza con la complicità del Cavaliere del Lampo, un piano. I due, infatti, si travestono da statue e si pongono accanto alla vera statua di Cupido alla quale Alfonsina e Massimo innalzano la loro (comica) preghiera.
Durante il rito, Polidoro e il Cavaliere travestiti iniziano a parlare, fingendo di essere spiriti venuti dall'aldilà incarnati nelle statue, per dare risposta alle richieste contenute nella preghiera della vedova e del padrone di casa. Il Cavaliere e Polidoro, con voci che imitano buffonescamente voci provenienti dal regno del morti, intimano la donna di non sposare Massimo, altrimenti la morte coglierà lei e il nuovo marito all'istante.
Massimo e Alfonsina, impauriti e velocemente adeguatisi al fasullo responso divino, scappano dal giardino dichiarando di rinunciare serenamente alla loro unione per non incorrere nella terribile vendetta delle forze occulte e fuggono via inseguiti dalle due statue parlanti.
Dopo una breve scena tra Checco e Lisetta in cerca dei loro rispettivi padroni (Massimo e Alfonsina) – e nella quale Lisetta esplicita ancora di più a Checco la propria disponibilità a un approccio amoroso – ci avviamo verso il finale dell'opera con l'esplicitazione della seconda parte del piano di Polidoro.
Messo, infatti, fuori gioco il rivale Massimo attraverso la burla delle statue parlanti, adesso il Conte mette in atto un nuovo stratagemma per potersi liberare, in un colpo solo, del secondo pretendente alla mano di Alfonsina, il Cavalier del Lampo, e di Eleonora che ancora insiste nel voler riprendere i rapporti sentimentali con lui.
Il Conte, durante un incontro con il Cavaliere, finge di volerlo aiutare a sposare Alfonsina e, per far questo, lo mette a parte di un piano che avrebbe preparato per favorire le nozze tra lei e lo stesso Cavaliere. Il Conte assicura il Cavaliere che proprio quella notte, nel giardino della villa, Alfonsina si farà trovare con una maschera sul volto in modo da non poter essere riconosciuta da nessuno. Sarà poi lui stesso, continua il Conte, mascherato, a portare direttamente tra le braccia del Cavaliere Alfonsina e, in questo modo, i due potranno cingersi la mano destra e considerarsi, di fatto, sposi.
In realtà, come vedremo nel proseguimento del finale dell'opera, il vero piano di Polidoro è ben altro: porterà, sì, una donna mascherata al Cavaliere, ma non sarà certo Alfonsina, bensì Eleonora, anch'essa, naturalmente, mascherata, in modo da non essere riconosciuta dal Cavaliere che deve crederla Alfonsina.
Il piano perfettamente congegnato dalla mente di Polidoro manca però ancora di un tassello affinché possa essere realizzato: è necessario convincere anche Eleonora a farsi trovare di notte nel giardino della villa con una maschera in volto. Convinta la donna, sarà assai facile per il Conte spacciarla per Alfonsina e farla dichiarare sposa del Cavaliere.
A rovinare il geniale piano, però, sarà la stessa Eleonora che, non vista né dal Cavaliere, né da Polidoro – poiché nascosta – ha appena ascoltato tutto ciò che il Conte ha detto al Cavalier del Lampo e, “leggendo tra le righe”, ha perfettamente compreso il reale intento di Polidoro.
Appena terminato il dialogo con il Cavaliere, Polidoro si imbatte proprio in Eleonora: è l'ora di attuare la seconda parte del piano facendo opera di convincimento sulla povera donna. Per far ciò, il Conte le dichiara di essere ancora innamorato di lei e di aver finalmente deciso di volerla sposare; ma per poterlo fare, continua ancora Polidoro, Eleonora dovrà farsi trovare mascherata nel giardino della villa durante la notte; appena arrivata vedrà avvicinarsi un uomo, anch'esso mascherato, che verrà a prelevarla per portarla tra le sue [di Polidoro] braccia. Così potranno finalmente cingersi le destre e considerarsi sposi.
Eleonora, che, come abbiamo detto poco sopra, aveva già compreso perfettamente il vero intento di Polidoro, finge di assecondarlo; ma anche lei, naturalmente, ha un proprio piano (o, meglio, “contro-piano”) per smascherare definitivamente l'intrigo di Polidoro di fronte a tutti e per poterselo effettivamente sposare.
Il piano di Eleonora è piuttosto semplice, ma assolutamente efficace, anche perché realizzato con la stessa tecnica del travestimento imbastita dal Conte; terminato l'incontro con Polidoro, Eleonora si imbatte con Lisetta e le chiede se, per caso, sa dove possa trovare Alfonsina: ha urgente bisogno di parlare perché sta organizzando una burla al Conte Polidoro. Lisetta, però, risponde alla dama di non ha visto Alfonsina da un po' di tempo. Eleonora, che proprio di questa risposta aveva bisogno per mettere in pratica il proprio piano, si affretta a chiedere un favore alla cameriera: per fare sì che la burla al Conte riesca perfettamente, dovrebbe farle il grande favore di presentarsi quella notte stessa nel giardino di Massimo con una maschera in volto. Se, per caso, mentre si trova mascherata in giardino, dovesse imbattersi nel Conte, dovrò sempre dirgli di essere Alfonsina – tanto, essendo mascherata, il Conte non la riconoscerà -. Senza chiedere troppe spiegazioni, ma incuriosita dal divertimento che potrebbe scaturire da questa burla, Lisetta acconsente.
Mentre tutti i personaggi coinvolti nella doppia burla si preparano per la notte, Alfonsina ancora giace svenuta nel boschetto, dopo la grande paura provata per lo scherzo delle statue parlanti. Con lei sono Checco e Massimo che cercano di rianimarla. Alfonsina, dopo vari tentativi, si rianima ma appare piuttosto confusa: scambia il padrone di casa e il servo per Cerbero e Plutone poiché si crede morta e già negli Elisi pronta per ricongiungersi con l'amato Barbalò. Comunque, nonostante la confusione mentale, la povera vedova si riprende.
È ormai notte e tutto è pronto per il piano del Conte e per il “contro-piano” di Eleonora. Nel giardino della villa arrivano prima Checco e Massimo che ancora discutono del brutto svenimento capitato poco prima alla povera vedova. Massimo incontra Il Cavaliere del Lampo che - mettendo in pratica il consiglio che gli aveva dato Polidoro - si trova in giardino per attendere Alfonsina. Massimo, che ignora tutto questo, gli chiede candidamente cosa stia facendo di notte, a quell'ora, in giardino. Il Cavaliere gli risponde una mezza verità: sta aspettando una donna che ha intenzione di sposare. Massimo insiste e chiede il nome di questa donna. Del Lampo, preso un po' alla sprovvista da questa domanda, non vuole scoprirsi immediatamente e, come risposta, indica in Eleonora la donna che sta aspettando. È proprio perché la donna che vuole sposare è Eleonora, continua a spiegare, che il matrimonio deve avvenire di notte e in giardino: per evitare che lo sappia il Conte Polidoro.
Intanto arrivano nel giardino anche il Conte – mascherato -, Alfonsina – anch'essa mascherata – e Madama Eleonora – mascherata -.
Così travestite, naturalmente, le donne non possono essere riconosciute dai maschi presenti al randez-vous.
Il Conte Polidoro si incontra con Alfonsina – credendola, secondo i suoi piani – Eleonora. Il Conte la prende per mano e, come programmato, la conduce al cospetto del Cavaliere e fa cinger loro le destre in segno di promessa di matrimonio. La prima coppia, pensa Polidoro, è sistemata (egli è convito di aver reso sposi Eleonora e il Cavaliere, mentre in realtà gli sposi sono Alfonsina e il Cavaliere).
Entra in scena anche Lisetta la quale, secondo le indicazioni che le aveva dato Eleonora prima, è mascherata proprio come le altre. La cameriera si imbatte subito con Massimo e con Il Conte Polidoro – entrambi mascherati -. Ormai hanno tutti il volto occultato e, quindi, sono irriconoscibili. Il Conte si avvicina a Eleonora e le chiede l'identità: Eleonora, per gabbarlo definitivamente e per poterselo sposare, gli risponde di essere Alfonsina; Massimo, a sua volta, si imbatte con Lisetta e, analogamente a quanto appena fatto dal Conte, le chiede il nome. Lisetta, che lo scambia per il Conte, obbedendo a ciò che le aveva detto di fare Eleonora, dice di essere Alfonsina.
Le coppie formate, quindi, adesso sono tre: il Cavaliere ed Alfonsina, Eleonora e il Conte (che però crede di essere in coppia con Alfonsina), Massimo e Lisetta (che, però, crede di essere al cospetto del Conte).
Ogni coppia, essendo scambiata la destra, si proclama pubblicamente sposata.
La burla può avere adesso termine e la dura verità sta per essere scoperta: dopo le rispettive promesse di matrimonio, tutti i personaggi si tolgono la maschera e, ad aumentare l'effetto sorpresa, giunge improvviso in scena Checco preceduto da quattro servitori che portano delle torce luminose in mano. Tutti i personaggi sono ora a viso scoperto, completamente illuminati e, purtroppo, si riconoscono...
Ormai non è più possibile far nulla, poiché le coppie si sono scambiate ufficialmente la promessa di matrimonio: Massimo – non troppo felice - ha sposato Lisetta, Eleonora è riuscita finalmente a sposare Polidoro (assai arrabbiato), mentre Alfonsina si è unita in matrimonio con il Cavaliere.
Checco, intanto, presume dai volti degli altri protagonisti che non tutti sono felici (presumibilmente del Lampo è felice perché, alla fine, è riuscito a sposare Alfonsina così come è felice Alfonsina – che comunque nutriva molti dubbi su chi sposare – e come è felice Eleonora che è riuscita a sposare – pur con l'inganno – Polidoro). Assai scontenti, invece, sono Polidoro (che non è riuscito a sposare Alfonsina, ma che si ritrova unito con Eleonora) e Massimo – che non aveva alcuna intenzione di sposarsi con Lisetta.
L'opera si chiude con la rabbia (per alcuni) e la felicità (per altri) generale con il caustico commento di Checco che vede in tutti gli altri personaggi niente altro che dei matti!

## Organico orchestrale
- 2 oboi
- 2 corni
- timpani (solo nella Sinfonia)
- archi